# Folcroft
Folcroft è un borough della contea di Delaware nello Stato della Pennsylvania, negli Stati Uniti d'America. Si trova pochi km a sud di Filadelfia.
Secondo il censimento del 2000 la popolazione è di 6.978 abitanti.

## Società

### Evoluzione demografica
La composizione etnica vede una maggioranza di quella bianca (93,1%), seguita da quella afro-americana (4%); dati del 2000.